# 色彩 (yamaの曲)
「色彩」（しきさい）は、yamaの3枚目のシングル。2022年11月9日にMASTERSIX FOUNDATIONよりリリースされた。
10月2日に先行配信。

## 概要
前作より1年ぶりとなるシングル。表題曲はテレビ東京系アニメ『SPY×FAMILY』第2クールエンディングテーマ。事前に発表は行われず、10月1日のアニメ放送終了後に発表された。
完璧な人間はおらず、周囲の人から影響を受けながら危機や困難を乗り越え成長していく過程はまさに物語です。ロイド、アーニャ、ヨルの人生にそれぞれの物語があります。過酷な人生で腐らずに「大人」になっていくのは難しいことだと思います。しかし悲しみや不安を抱えることも間違いなく人生の彩りの一つであり、ありのままで自らが信じている方へ進んでほしいと想いながら歌っています。

誰かの物語と交わった時に黒く濁るのではなく、それぞれが持つ色の影響を受けながら色彩が豊かになっていくようにと。この物語の彼、彼女等が輝いていくようにと願っています。—yama
10月8日に東京・Zepp DiverCityで行われたツアー「“the meaning of life” TOUR 2022」最終公演でシングルCDとしてリリースすることを発表。
2022年11月11日にTHE FIRST TAKEにて歌唱。同年12月18日に配信シングルとしてリリースされた。

### 仕様
「通常盤」「初回生産限定盤」「期間生産限定盤」の3形態で発売。初回生産限定盤は2022年9月1日にCLUB CITTA'で行われたライブ「”the meaning of life” TOUR 2022」の模様が収録されたBlu-ray Disc付き。

## チャート成績
2022年11月21日付のオリコン週間シングルランキングでは初動約2千枚を売り上げ、週間29位にランクインした。

## ミュージック・ビデオ
2022年10月3日に公開。監督は五反田和樹。2023年1月現在1000万回以上再生されている。
2022年12月23日にTOHO animationのチャンネルよりアニメMVが公開。
2022年11月19日にカップリング曲「愛を解く」のミュージックビデオが公開。イラスト：ともわか。

## 収録曲
1. 色彩
作詞・作曲・編曲：くじら[5]
くじらがyamaの曲を手掛けるのは「春を告げる」以来約2年ぶり[6]。
2. 愛を解く
作詞・作曲：yama／編曲：Nobuaki Tanaka
3. 新星
作詞・作曲：是／編曲：是・篠崎あやと
4. 色彩 (Anime Ver.)（期間生産限定盤のみ）

初回生産限定盤Blu-ray Disc[yama ”the meaning of life” TOUR 2022 2022.09.01@CLUB CITTA']
1. 桃源郷
2. 存在証明
3. Lost
4. 春を告げる
5. 麻痺
6. くびったけ
7. それでも僕は
8. 世界は美しいはずなんだ

## テレビ演奏
- 2022年10月10日 - TBS系「CDTVライブ!ライブ!」[7]
- 2022年11月23日 - テレビ東京系「テレ東音楽祭2022冬～思わず歌いたくなる！最強ヒットソング100連発～」[8]
- 2022年12月23日 - テレビ朝日系「ミュージックステーション ウルトラSUPER LIVE 2022」[9]
- 2022年12月14日 - フジテレビ系「2022FNS歌謡祭」[10]
- 2022年12月31日 - TBS系「CDTVライブ！ライブ！年越しスペシャル！2022→2023」[11]